# Katánské údolí
Katánská planina, Katánská nížina či Katánské údolí (v sicilském nářečí: La Chiana di Catania, italsky: La Piana di Catania) je nejrozlehlejší a nejvýznamnější planina na Sicílii.